# Heinrich-Schütz-Haus (Bad Köstritz)

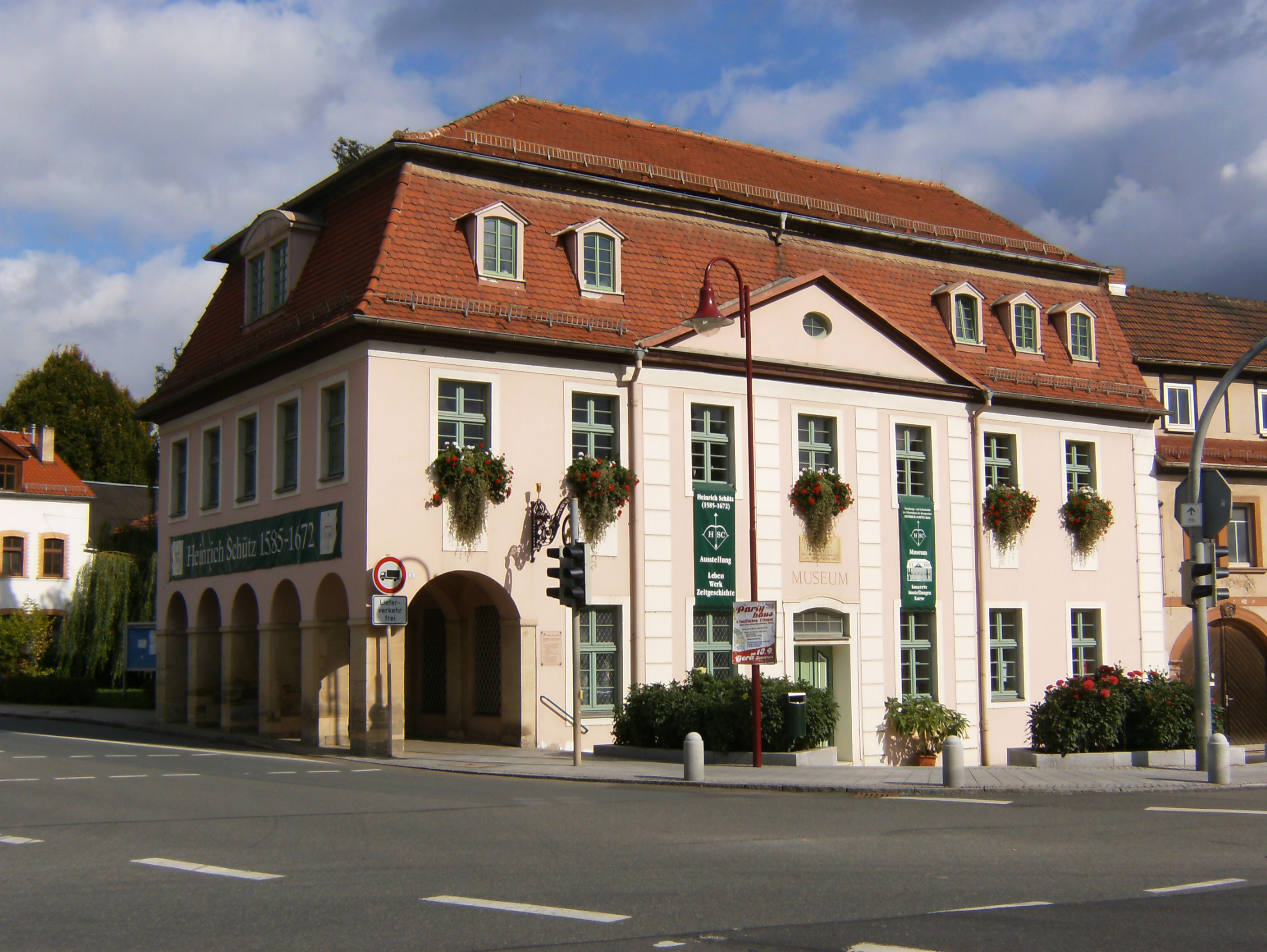
Das Heinrich-Schütz-Haus in Bad Köstritz

Das Heinrich-Schütz-Haus in Bad Köstritz ist das Geburtshaus des Komponisten Heinrich Schütz.
1931 brachte der Heinrich Schütz Ausschuß Bad Köstritz am Eingang des Hauses eine Gedenktafel an. 1954 wurde dort eine kleine Gedenkstätte eingerichtet. 
Im Internationalen Jahr der Musik 1985 erfolgte aus Anlass des 400. Geburtstages von Heinrich Schütz die grundlegende Umgestaltung des Hauses zur Forschungs- und Gedenkstätte, gegründet und geleitet von Ingeborg Stein bis 1999. Am 15. Oktober 1985 eröffnete das international erste eigene Haus für Heinrich Schütz seine Türen.
Förderer des Heinrich-Schütz-Hauses Bad Köstritz gründeten 1991 die Schütz-Akademie e. V. als einen Verein, der sich zum einen die „Erschließung und Verbreitung des Werkes von Heinrich Schütz, der Musik und Kulturgeschichte seiner Zeit und deren Voraussetzungen“ (Satzung § 1) und zum anderen die Förderung der Initiativen der „Forschungs- und Gedenkstätte im Geburtshaus des Komponisten Heinrich-Schütz-Haus Bad Köstritz“ zur Aufgabe gestellt hat.